# Marco Di Renzo (chercheur)
Marco Di Renzo, né en 1978 à L'Aquila (Italie) est un scientifique spécialisé dans l'évaluation analytique de la performance des systèmes de communication sans fils et leur optimisation.

## Biographie
Il étudie au département d'ingénierie électrique de l'Université de L'Aquila, où il est major de promotion en 2003 et obtient le doctorat en 2007 avec un soutien financier de Thales. Il obtient l'habilitation à diriger des recherches à l'Université de Paris-Sud XI, Paris, France, en 2013.
De 2002 à janvier 2008, il travaille au Centre d'Excellence de la recherche (DEWS), à l'Université de L'Aquila. Il est ensuite pendant un an associé de recherche au Centre Technologique des Télécommunications de Catalogne (CTTC) à Barcelone. En 2009, il est chercheur à l'Institut de Communications Digitales (IDCOM) de l'Université d'Édimbourg. A partir de 2010, il travaille en France au CNRS, à Supélec, et à l'Université Paris-Sud à Gif-sur-Yvette,. 
Il est éditeur des Lettres de Communications de l'IEEE.
Il est vice-président du comité de normalisation des surfaces intelligentes reconfigurables de l'Institut européen de standardisation des télécommunications (ETSI).

## Travaux de recherche
Il travaille sur l'optimisation des réseaux radio cellulaires, et notamment sur les réseaux Multiple-input–multiple-output (MIMO),.
D'après google, l'indice h de citation de ses publications vaut 77 en décembre 2022.

## Distinctions
- 2012 : IEEE CAMAD Prix du meilleur article de l'IEEE Communications Society[2]
- 2015 : Prix IEEE à la mémoire de Jack Neubauer[5]
- 2021 : Il est élu membre de l'Academia Europaea[1]
- En 2022, Clarivate le classe parmi les 1 pour 1000 des scientifiques dont les articles sont les plus cités dans la littérature scientifique mondiale. D'après ce classement, il fait ainsi partie des 134 scientifiques résidant en France les plus proéminents[6]
- 2022 : prix Michel-Monpetit de l'Académie des sciences[7]